# Selaginella silvestris
Selaginella silvestris är en mosslummerväxtart som beskrevs av Erik Asplund. Selaginella silvestris ingår i släktet mosslumrar, och familjen mosslummerväxter. Inga underarter finns listade i Catalogue of Life.